# Lucyna Szczepańska

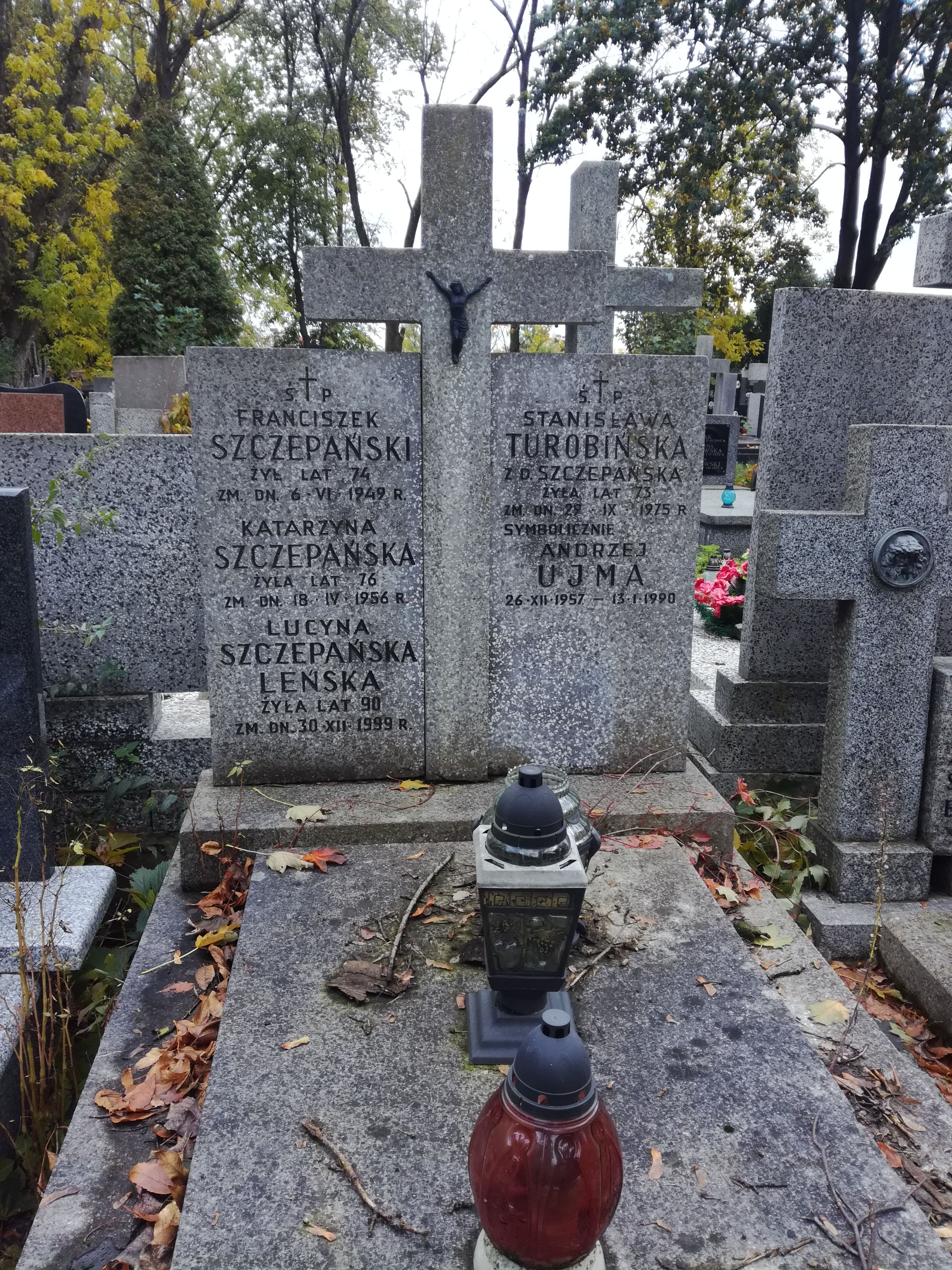
Grób Lucyny Szczepańskiej na cmentarzu Bródnowskim

Lucyna Szczepańska, właśc. Lucyna Leńska-Szczepańska (ur. 28 grudnia 1909 w Warszawie, zm. 30 grudnia 1999 w Milanówku) – polska śpiewaczka operowa i aktorka.

## Życiorys
Była córką Franciszka i Katarzyny z Pietrzaków. Od wczesnych lat jej marzeniem było zostać śpiewaczką operową, śpiewu uczyła ją znana wówczas w Warszawie prof. Kryńska, która odkryła, że głos Lucyny jest sopranem koloraturowym. Dzięki niemu dostała się do zespołu Teatru Wielkiego, ale jej aspiracje były większe. Dzięki pomocy sławnym już wtedy braciom (Feliksa śpiewaka i Romana – skrzypka i fagocisty) w 1931 roku została przesłuchana u Emila Młynarskiego.
Od sezonu 1931/1932 została solistką Opery Warszawskiej, zadebiutowała partią Gildy w Rigoletcie Verdiego. W 1932 została zwyciężczynią Konkursu Młodego Śpiewaka, który odbył się w Warszawie. W 1933 zadebiutowała jako jedna z reprezentantek Polski na wiedeńskim Międzynarodowym Konkursie Śpiewaczym, co przyczyniło się do rozkwitu jej kariery. W 1934 została wybrana przez czytelników „Kuriera Warszawskiego” „Słowikiem Warszawy”.
Została pierwszym sopranem Teatru Wielkiego, gdzie w 1936 zachwyciła publiczność i krytyków muzycznych tytułową rolą w operetce Rose Marie. Śpiewała głównie partie sopranowe w takich operach jak: Halka, Hrabina, Flis, Eros i Psyche, Lohengrin, Parsifal, Dama Pikowa, Żydówka, Konrad Wallenrod, Faust, Carmen, Poławiacze pereł, Uprowadzenie z seraju, Zaczarowany flet, Bal maskowy, Jaś i Małgosia. W 1936 roku zakończyła występy w Operze.
W 1935 zagrała w filmie pt. Dwie Joasie, a rok później w filmowej adaptacji Strasznego dworu. Popularności dodawały jej nagrania ukazujące się na płytach gramofonowych. Nagrywała dla Columbii, Odeonu, lecz najwięcej dla Syreny Rekord. Nagrana przez nią pieśń Ave Maria była nadawana codziennie przez Polskie Radio.
W latach 1937–1939 występowała w Teatrze Operetkowym „8.15” oraz w przedstawieniach operetkowych Teatru Wielkiego.
W czasie okupacji niemieckiej śpiewała w warszawskich kawiarniach, m.in. w Café Bodo. Pracowała także w działającym za zgodą okupanta Teatrzyku „Maska” i Theater der Stadt Warschau. Za występy w teatrach prowadzonych przez Niemców była szykanowana przez polskie podziemie. W kamienicy przy ul. Nowy Świat 30 (z wejściem od ul. Pierackiego) otworzyła swój cafe-bar „Lucyna”. 
Po upadku powstania warszawskiego dostała się obozu przejściowego w Pruszkowie. Udało jej się zbiec i przedostać do Krakowa, w 1945 nielegalnie opuściła kraj. Dotarła do Włoch, gdzie dołączyła do Teatru Dramatycznego 2 Korpusu Polskiego generała Władysława Andersa.
Rok później wyjechała do Londynu, gdzie występowała na scenach polonijnych i w audycjach radiowych dla rodaków. W 1956 przeniosła się do Nowego Jorku, gdzie rok później odbyła ze Stanisławem Fereszko wielkie tournée po Stanach Zjednoczonych i Kanadzie. Do kraju powróciła w kwietniu 1973.
Zmarła w zapomnieniu w 1999 roku, pochowana na cmentarzu Bródnowskim (kw. 6E-II-23).

## Rodzina
Brat Feliks Szczepański – aktor i śpiewak został w latach 50. oskarżony o to, że w jego mieszkaniu w Podkowie Leśnej mieszkał „agent wywiadu amerykańskiego” Jerzy Lewszecki. Skazany na 5 lat więzienia, siedział 2 lata.

## Spektakle teatralne (wybór)
- 1932 – Noc w Wenecji, Teatr Wielki w Warszawie
- 1934 – Guiditta, Teatr Wielki w Warszawie
- Orfeusz w piekle
- 1935 – Baron cygański, Teatr Wielki w Warszawie
- Bal w operze
- Kraina uśmiechu
- 1936 – Kwiat Hawai, Teatr Wielki w Warszawie
- Krysia Leśniczanka
- 1936 – Gejsza, Wielka Operetka Korolewicz–Waydowej
- 1936 – Rose Marie, Teatr Wielki w Warszawie
- 1937 – Gaby, „8.15”
- 1937 – Taniec szczęścia, „8.15”
- 1937 – Koletta, Teatr Miejski im. Juliusza Słowackiego Kraków
- 1939 – Skowronek, „8.15”

## Filmografia
- 1936 – Straszny dwór jako Hanna
- 1935 – Dwie Joasie jako Klimcia, przyjaciółka Joasi, pracownica domu mód

## Dyskografia (wybór)
- 1935 – Wieczorny dzwon. Tango, Syrena Rekord (SE 8513)
- 1935 – Ta jedna noc. Tango, Syrena Rekord (SE 8513)
- 1935 – Rozwódka. Pani tak tańczy. Walc z tejże operetki, Syrena Rekord (SE 8532)
- 1935 – Pachną bzy. Amoreuse. Walc, Syrena Rekord (SE 8533)
- 1935 – Ty, noc, muzyka i ja. Walc wiedeński z teatru „Milano”, Syrena Rekord (SE 8533)
- 1935 – Lucyna Szczepańska sopran, primadonna Opery Warszawskiej śpiew z akompaniamentem orkiestry, Syrena Rekord (SE 9454–9456)
- 1935 – Lucyna Szczepańska sopran, Edward Weiss tenor artyści Opery Warszawskiej z akompaniamentem orkiestry, Syrena Rekord (SE 9522–9524)
- 1935 – Lucyna Szczepańska sopran, śpiew z akompaniamentem orkiestry, Syrena Rekord (SE 9540)
- 1936 – Lucyna Szczepańska sopran, artystka Opery Warszawskiej śpiew z akompaniamentem orkiestry, Syrena Rekord (SE 9576–9578)
- 1936 – Wesoła wdówka. Usta milczą, dusza śpiewa! walc z tejże operetki, Syrena Rekord (SE 8586)
- 1938 – Lucyna Szczepańska sopran, śpiew z akompaniamentem orkiestry, Syrena Rekord (SE 9945–9947)